# Скулинська сільська рада
Скулинська сільська рада — адміністративно-територіальна одиниця у Ковельському районі Волинської області з центром у селі Скулин. Рада була утворена в 1988 році. 

## Населені пункти
Сільській раді підпорядковані населені пункти:
- с. Скулин
- с. Стеблі

## Склад ради
Сільська рада складається з 16 депутатів та голови. З-поміж них наразі: 9 депутатів (56.3 %) — самовисуванці, 5 депутатів (31.3 %) — від партії Сильна Україна та ще двоє (31.2 %) — від Народної партії. 

## Керівний склад сільської ради
| ПІБ                     | Основні відомості                                                             | Дата обрання | Дата звільнення |
| ----------------------- | ----------------------------------------------------------------------------- | ------------ | --------------- |
| Рудень Петро Васильович | Сільський голова, 1961 року народження, освіта, безпартійний                  | 26.03.2006   | 31.10.2010      |
| Рудень Петро Васильович | Сільський голова, 1961 року народження, освіта незакінчена вища, безпартійний | 31.10.2010   |                 |

Примітка: таблиця складена за даними джерела

## Населення
Населення сільської ради згідно з переписом населення 2001 року становить 1,238 осіб.
| Населенні пункти  | 2001 рік | 1989 рік |
| ----------------- | -------- | -------- |
| Скулин            | 943      | 1,000    |
| Стеблі            | 295      | 340      |
| Сукупне населення | 1,238    | 1,3408   |

### Мова
Розподіл населення за рідною мовою за даними перепису 2001 року:
| Мова       | Відсоток |
| ---------- | -------- |
| українська | 99,43 %  |
| російська  | 0,48 %   |
| білоруська | 0,08 %   |

## Географія
Сільрада розташована в центральній частині Ковельського району. Її територія відноситься до басейну річки Турії — притоки Прип'яті. На північній схід від села Скулин лежить озеро Сомин, а на північний захід — озерце Нечимне (Нечимле). 
Територією сільради біля села Стеблі проходить залізнична гілка — лінія Сарни—Ковель. В селі є зупинний пункт Стебле. 

## Визначні місця
- Озеро Нечимне є основою ландшафтного заказника «Нечимне». В заказнику також діє будинок-філія Колодяжненського музею Лесі Українки. Вважається, що саме це озерце є місциною на тлі якої відбувається дія драми-феєрії Лесі Українки «Лісової пісні».

- В селі Скулин діє дерев'яна церква Іоанна Богослова зведена 1878 року, яка від 3 квітня 1992 згідно з рішенням № 76 виконкому Волинської обласної ради має статус пам'ятки архітектури XIX століття, місцевого значення. Номер пам'ятки 179. [7]